# U-441
O Unterseeboot 441 foi um submarino alemão da classe Tipo U-Flak esteve a serviço da Kriegsmarine durante a Segunda Guerra Mundial. Por um curto período de tempo atuou como um submarino de defesa antiaérea sob a designação Flak U-1.

## História
O submarino foi afundado no dia 8 de junho de 1944 no Canal da Mancha posição estimada 48.27 N, 05.47 W por cargas de profundidade lançada por um avião bombardeiro britânico do  tipo Libertador. Nenhum dos 51 tripulantes sobreviveu ao afundamento.
O U-441 esteve 240 dias em operação e participou de nove patrulhas, afundou o navio mercante de bandeira holandesa SS Soekaboemi  em dezembro de 1942.

## Comandantes
| Comandante               | Data                                         |
| ------------------------ | -------------------------------------------- |
| Kptlt. Klaus Hartmann    | 21 de fevereiro de 1942 - 15 de maio de 1943 |
| Kptlt. Götz von Hartmann | 16 de maio de 1943 - 5 de agosto de 1943     |
| Kptlt. Klaus Hartmann    | 6 de agosto de 1943 - 8 de junho de 1944     |

## Subordinação
Durante o seu tempo de serviço, esteve subordinado às seguintes flotilhas:
| Período                                          | Flotilha                                  |
| ------------------------------------------------ | ----------------------------------------- |
| 21 de fevereiro de 1942 - 30 de setembro de 1942 | 5. Unterseebootsflottille (treinamento)   |
| 1 de outubro de 1942 - 1 de maio de 1943         | 1. Unterseebootsflottille (serviço ativo) |
| 1 de maio de 1943 - 1 de novembro de 1943        | 1. Unterseebootsflottille (serviço ativo) |
| 1 de novembro de 1943 - 8 de junho de 1944       | 1. Unterseebootsflottille (serviço ativo) |

## Operações conjuntas de ataque
O U-441 participou das seguinte operações de ataque combinado durante a sua carreira:
- Rudeltaktik Panther (10 de outubro de 1942 - 16 de outubro de 1942)
- Rudeltaktik Puma (16 de outubro de 1942 - 29 de outubro de 1942)
- Rudeltaktik Spitz (22 de dezembro de 1942 - 28 de dezembro de 1942)
- Rudeltaktik Falke (28 de dezembro de 1942 - 14 de janeiro de 1943)
- Rudeltaktik Neuland (6 de março de 1943 - 13 de março de 1943)
- Rudeltaktik Dränger (14 de março de 1943 - 20 de março de 1943)
- Rudeltaktik Seewolf (21 de março de 1943 - 28 de março de 1943)
- Rudeltaktik Schill (25 de outubro de 1943 - 31 de outubro de 1943)
- Rudeltaktik Hinein (26 de janeiro de 1944 - 3 de fevereiro de 1944)
- Rudeltaktik Igel 1 (3 de fevereiro de 1944 - 17 de fevereiro de 1944)
- Rudeltaktik Hai 1 (17 de fevereiro de 1944 - 22 de fevereiro de 1944)
- Rudeltaktik Preussen (22 de fevereiro de 1944 - 1 de março de 1944)
- Rudeltaktik Dragoner (21 de maio de 1944 - 28 de maio de 1944)